# Jakub František Stuart

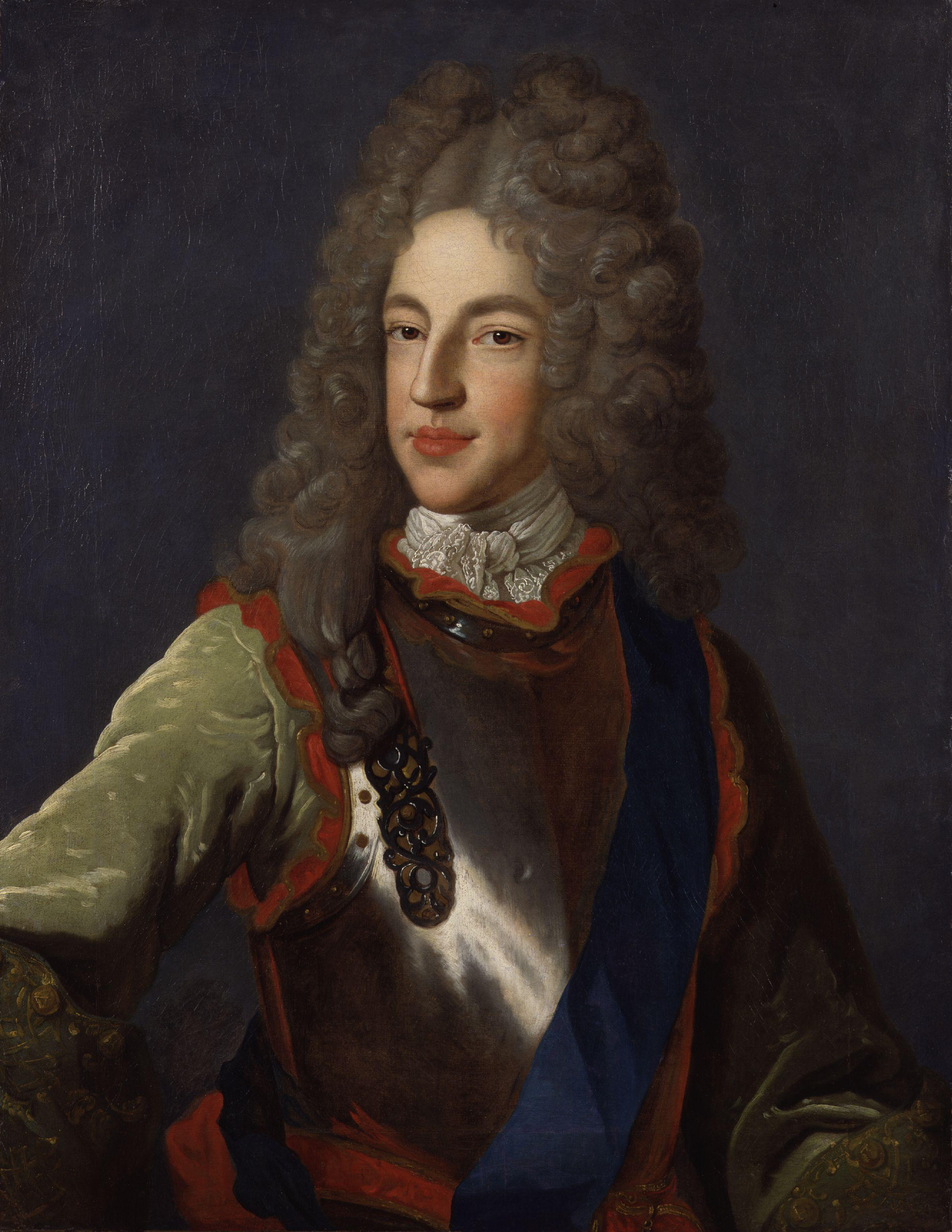
'Jakub František Stuart

Jakub František Stuart (10. června 1688 Londýn – 1. ledna 1766 Řím), zvaný také Starý pretendent, byl v letech 1701–1766 jakobitský uchazeč (pretendent) o trůn Anglie, Skotska a Irska. Katolickou církví a katolickými panovníky v Evropě byl uznán de iure králem Anglie, Skotska a Irska; de facto jako takto uznaný král přijal jméno Jakub III. (pro Anglii) a Jakub VIII. (pro Skotsko). 
Ve Velké Británii však vládli králové z hannoverské dynastie a nároky a tituly Jakuba Františka nebyly nikdy uznány, takže celý svůj život prožil v exilu.

## Dětství a mládí
Jakub František se narodil v Londýně jako syn anglického, skotského a irského krále Jakuba II. z rodu Stuartovců a jeho druhé manželky Marie Beatrice d'Este. Ještě v roce svého narození se Jakub František ocitl i se svými rodiči ve vyhnanství ve Francii. Katolická exilová královská rodina se po svém útěku usadila s celým dvorem a svými příznivci na zámku Saint-Germain, který dostala k užívání od svého příbuzného, francouzského krále Ludvíka XIV.
Po smrti otce Jakuba II. roku 1701 se Jakuba Františka a jeho mladší sestry Luisy Marie Teresy Stuartovny ujal Ludvík XIV., který se postaral o další výchovu a vzdělání obou dětí ve svém královském paláci ve Versailles.

## Jakub cestovatel
Po uzavření utrechtského míru (roku 1713) mezi Francií a Anglií, byl Jakub František nucen v rámci mírových dohod opustit Francii a přesídlil do Lotrinska. O dva roky později odešel do Skotska, kde se postavil do čela nezdařeného povstání proti hannoverské dynastii. Po útěku ze Skotska mu roku 1716 papež propůjčil k užívání město Avignon. Ale i Avignon se nepřátelům Stuartovců zdál být příliš blízko Londýnu a tak je roku 1717 Jakub František nucen putovat i se svými příznivci ještě více na jih – do Itálie. Italská města a státy přijímaly katolíka Jakuba Františka Stuarta srdečně a často i s ceremoniálem náležejícím právoplatným panovníkům. Vřele byl uvítán také u svých příbuzných v Modeně, rodném městě své matky. 
V červnu 1717 mu papež nabídl jako nové sídlo město Urbino a poskytl Jakubovi i další finanční podporu. S pomocí španělského krále Filipa V. se Jakub František pokouší roku 1717, a pak znovu roku 1719, vyvolat povstání ve Velké Británii, ale oba pokusy končí opět naprostým neúspěchem. V létě roku 1719 se Jakub František vrací ze Španělska zpět do Itálie, kde se usadí v římském paláci Muti, který mu k užívání propůjčil papež. Tím okamžikem skončilo pro Jakuba Františka období neustálého putování po celé Evropě, kvůli kterému se mu posměšně říkalo Jakub cestovatel. V paláci Muti žil Jakub František Stuart od této chvíle až do své smrti.
V Římě také došel patřičného uznání jako právoplatný král Anglie, Skotska a Irska. Zde byl katolickým králem Jakubem III.

## Hledání nevěsty
Cílený výběr vhodné nevěsty pro Jakuba Františka byl zahájen roku 1717 a jednalo se o politicky problematickou záležitost. Jakub František Stuart sice pocházel z významného královského rodu, ale jako panovník bez území, bez reálné moci a koruny měl jen malou šanci na získání nevěsty z jiné královské rodiny. Po dlouhém pátrání a marném vyjednávání na několika evropských dvorech byla nakonec vhodná kandidátka nalezena ve Slezsku, které tehdy příslušelo k zemím Koruny české a bylo tedy součástí Říše římské národa německého. Jednalo se o Klementýnu Sobieskou, dceru Jakuba Sobieského, knížete v Olavě a vnučku polského krále Jana III. Sobieského. Klementýna ale nebyla jen vnučkou slavného polského krále, byla také sestřenicí kurfiřtů trevírského a bavorského a sestřenicí falckraběte rýnského a také samotného císaře Karla VI. Nemalé byly i její finanční příjmy z francouzských a polských panství. 
Plán dohodnutého sňatku měl zůstat co nejdéle utajen, jelikož bylo jasné, že Velká Británie se pokusí jeho uskutečnění zabránit za každou cenu. Klementýna se tedy s matkou a doprovodem vydala na cestu za svým budoucím manželem v nejvyšším utajení, ale angličtí agenti celou akci odhalili. Král Velké Británie Jiří I. vyzval svého spojence, císaře Karla VI., aby Klementýně Sobieské zamezil v jejím konání všemi prostředky. Císař Karel VI. zpočátku váhal, jelikož tušil mezinárodní skandál, ale přesto svou sestřenici Klementýnu i s celým jejím doprovodem zajal a uvěznil na zámku Ambras u Innsbrucku. Jakub František Stuart doufal, že se mu podaří snoubenku osvobodit diplomatickou cestou, ale když viděl marnost svých snah, obrátil se s prosbou o pomoc na svého přítele, poručíka Charlese Wogana. Woganovi a skupině jeho přátel se podařilo lstí Klementýnu osvobodit a v přestrojení dostat z vězení. V naprostém utajení dorazila celá skupina až do Boloně, kde se 9. 5. 1719 Klementýna provdala za nepřítomného Jakuba Františka Stuarta, kterého při sňatku zastupoval James Murray. Plnohodnotný slavnostní svatební obřad proběhl ve městě Montefiascone 2. 9. 1719, po Jakubově návratu ze Španělska, kde připravoval nezdařené skotské povstání.

## Nešťastné manželství
Po sňatku se novomanželé odebrali do Říma, kde se usadili v paláci Muti, který jim daroval papež. Manželství bylo zpočátku šťastné a již rok po svatbě se narodil první syn Karel Eduard Stuart. Pro hannoverskou dynastii, vládnoucí v Londýně, bylo narození Karla Eduarda Stuarta skutečnou pohromou, jelikož katolíci ve Velké Británii, i jinde v Evropě, tuto událost bouřlivě oslavovali jako narození následníka trůnu. Jásání katolíků a jakobitů ještě umocnil papež, když uznal právo Karla Eduarda na užívání titulu princ z Walesu. Stuartovské nároky na trůn Velké Británie tak zůstaly mezinárodním problémem i do budoucna. 
Klidné manželské soužití Jakuba Františka a Klementýny ale netrvalo dlouho. Hlavní příčinou manželských sporů se stala rozdílnost jejich povah. Jakub František Stuart byl spíše uzavřený, systematický a pedantský člověk a život v římském paláci mu nečinil žádné potíže. Popudlivou a vznětlivou Klementýnu naproti tomu život bez vzruchu a zábavy nudil. Často podléhala záchvatům hysterie a náboženského fanatismu. Právě náboženská horlivost se stala příčinou úplného rozpadu jejich manželského života. Jakub i Klementýna se hlásili ke katolické víře, ale Jakub byl na rozdíl od své ženy politický realista a tolerantní člověk, a tak celá řada jeho spolupracovníků a přátel v exilu patřila k protestantům. S touto situací se Klementýna nikdy nesmířila a její hněv dosáhl vrcholu ve chvíli, kdy se protestanti měli podílet i na výchově a vzdělávání obou synů, staršího Karla Eduarda i zrovna narozeného Jindřicha Benedikta. Spory mezi manželi podporovali svými intrikami také tajní britští agenti, kteří se naoko hlásili ke Stuartovcům a nepříjemně ovlivňovali královský exilový život v paláci Muti. Celá věc došla až tak daleko, že Klementýna nakonec svého manžela neprávem obvinila z cizoložství a roku 1725 od rodiny uprchla a ukryla se v klášteře. Staršímu synovi bylo tehdy pět let a mladšímu dokonce jen osm měsíců. 
Jakub František Stuart byl z chování své ženy velmi roztrpčen a opakovaně ji vyzval k návratu, čímž chtěl zabránit hrozícímu mezinárodnímu skandálu. Klementýna prohlásila, že se k rodině vrátí až ve chvíli, kdy z paláce Muti odejdou všichni protestanti. Jakub František přání své ženy vyhověl a ta se po nátlaku ze strany papeže Benedikta XIII. k němu a synům vrátila. Manželský vztah byl ale již navždy narušen a Jakub i Klementýna si od této chvíle žili každý svým vlastním životem. Klementýna se nadále oddávala svému náboženskému poblouznění, které ji nakonec připravilo o život. Zemřela v lednu roku 1735 ve věku 34 let poté, co se dlouhodobými půsty umořila hladem k smrti.

## Marný boj o trůn
Jakub František se během svého života opakovaně pokoušel získat zpět trůn, o který roku 1688 přišel jeho otec. Všechny tyto pokusy ale skončily neúspěchem. Mezi ty nejvýznamnější patří:
- První skotské povstání (1715–1716). Koncem roku 1714 došlo v západní Anglii k řadě nepokojů namířených proti vládnoucí hannoverské dynastii a jakobité ucítili šanci na možné znovuobnovení vlády Stuartovců. Z evropských panovníků se nikdo nehodlal angažovat v otevřeném konfliktu s Velkou Británií, ale finanční pomocí se do spiknutí tajně zapojilo Španělsko, Vatikán a Lotrinsko. Francouzský král Ludvík XIV. se zavázal potají dodat vojáky a válečné lodě. Připravované povstání v západní Anglii skončilo dříve, než vůbec mohlo začít. Ve Skotsku povstání vypuklo 6. září 1715 pod vedením hraběte Johna Mara. V tu samu dobu bylo zahájeno povstání i v severní Anglii pod vedením místního poslance Thomase Foerstera a hraběte Jamese Radcliffa Derwentwatera, které bylo ale rychle potlačeno a většina účastníků skončila ve vězení. Vojsko vedené Johnem Marem zatím svedlo s vládním vojskem nerozhodnou bitvu u Dunblane a marně čekalo na příjezd Jakuba Františka z Francie. Ve Francii se ale situace značně zkomplikovala, jelikož král Ludvík XIV. zemřel a jeho nástupce, regent Filip II. Orleánský, přikázal zadržet a odzbrojit flotilu přislíbenou Jakubovi, čímž chtěl dodržet a zachovat utrechtskou mírovou dohodu mezi Anglií a Francií. Rozezlený Jakub František se nakonec jedné z lodí zmocnil a odjel do Skotska, kam dorazil 1. 1. 1716. Původně patnáctitisícová armáda Johna Mara se zatím zmenšila na pouhé tři tisíce vojáků a po svém příjezdu Jakub František viděl, že situace je zcela beznadějná. Požádal ještě o pomoc svého nevlastního bratra Jamese, vévodu Berwicka, ale ten se jako občan Francie nemohl postavit na stranu povstalců. Začátkem února 1716 tedy Jakub František opouští Skotsko a vrací se zpět do Francie, kterou ale musí zanedlouho také opustit a na papežovo pozvání odchází do Avignonu. Většina účastníků povstání byla zatčena, jako trest bylo zrušeno 19 skotských rodových titulů a 2 anglické. Třicet jakobitů bylo popraveno a několik stovek přesídleno do Ameriky.
- Spiknutí z roku 1717. V roce 1717 dostal Jakub František od španělského krále Filipa V. značnou finanční sumu na uskutečnění válečného útoku proti Anglii. K tomuto útoku se měl jako spojenec přidat také švédský král Karel XII. v čele patnáctitisícové armády. Jakub František byl nápadem nadšen, neboť předpokládal, že jeho vpád v čele švédské protestantské armády bude Angličany přijat lépe, než pokus získat trůn zpět s pomocí katolického vojska. Část peněz poslal Jakub František do Švédska a byly za ně nakoupeny válečné lodě. Celá akce byla ale vyzrazena, jelikož anglická tajná výzvědná služba sledovala švédskou diplomatickou poštu a tak vše odhalila. Spiklenci v Anglii byli zatčeni a tím vše skončilo. Jakub František se pak marně dlouhá léta snažil ze Švédska získat zpět své peníze a lodě.
- Pokus o povstání roku 1719. Po ztroskotání spiknutí z roku 1717 se Španělsko i nadále nehodlalo vzdát svého plánu na poškození zájmů Velké Británie. Od roku 1717 bylo Španělsko ve velmi špatné situaci, jelikož byla proti němu uzavřena tzv. aliance tří – Velké Británie, Francie a Holandska, k níž se dodatečně připojil císař Karel VI. Španělský premiér kardinál Giulio Alberoni byl svým králem Filipem V. pověřen nesnadným úkolem – zničit Anglii. Alberoni se rozhodl situaci vyřešit tak, že usmíří dva nesmiřitelné protivníky, ruského cara Petra I. a švédského krále Karla XII., kteří pak v rámci vzájemných dohod zajistí návrat Stanislav Leszczyńského na polský trůn a Jakuba Františka Stuarta na trůn Anglie, Skotska a Irska. Tehdy se dokonce uvažovalo o tom, že Jakub František se ožení s dcerou cara Petra I. Ze všech těchto plánů nakonec nic nezbylo. Pro Jakuba Františka zůstala jen jediná možnost jak dosáhnout svého cíle. Znovu se pokusit o povstání ve Skotsku. Španělský král přislíbil Jakubovi deset válečných lodí a tři fregaty. Tyto lodě však byly zničeny mořskou bouří u španělských břehů ještě dříve, než se Jakub František stihl nalodit. Do Skotska dorazila jen malá skupina tří fregat pod velením George Keitha, která pak marně čekala na posily. Tato malá armáda kapitulovala 10. 6. 1719, v den Jakubových narozenin.
- Layerovo spiknutí. Vůdcem spiknutí byl londýnský právník Christopher Layer, kterému se podařilo pro svůj plán získat mnoho významných osobností – vévodu z Norfolku, hraběte z Orrery, lorda Bathursta, lorda Lonsdowna, lorda Stafforda, sira Henryho Goringa, sira Williama Windhama a další. V době, kdy král Velké Británie Jiří I. podnikal svou každoroční cestu do Hannoveru, měli spiklenci dobýt Tower a uvěznit ostatní členy královské rodiny. Po dobytí Londýna a dosazení Jakuba Františka Stuarta na trůn, mělo být obsazeno Skotsko a zbytek Anglie. Stuartovci žijící v exilu se po celou dobu svého vyhnanství trvale potýkali s nedostatkem financí a jejich jediným pravidelným podporovatelem byl papež. Právě v okamžiku, kdy mělo povstání propuknout, ale zemřel Klement XI. a nový papež Inocenc XIII. odmítl Stuartovcům pomoci. Zoufalý Jakub František se tedy obrátil s prosbou o finanční podporu na francouzského regenta Filipa II. Orleánského, což byla velká chyba, jelikož ten neprodleně varoval anglickou vládu, přičemž si vymohl slib, že nikdo z povstalců nebude popraven. Povstalci byli zatčeni, většina z nich strávila dlouhá léta ve vězení a popraven byl nakonec jeden z nich, Christopher Layer.
- Poslední stuartovské povstání. Poslední násilný pokus o dosazení Stuartovců na trůn Anglie, Skotska a Irska proběhl v letech 1745–1746. Na průběh tohoto povstání už neměl Jakub František žádný vliv, jelikož se do čela skotského povstaleckého vojska postavil jeho syn Karel Eduard, kterému se podařilo nejprve zmocnit Skotska a následně postoupit až na pouhých sto mil k Londýnu. Také toto povstání ale nakonec skončilo neúspěchem a Karlu Eduardovi se jen s obtížemi podařilo uprchnout ze země a zachránit si život.

## Poslední léta života
Poslední léta v římském exilu prožil osamělý Jakub František tak, jak prožil převážnou většinu svého života, tedy psaním rozsáhlé korespondence a vydáváním memorand a královských dekretů, které však neměly žádný mezinárodně právní účinek. Pedantský a panovačný Jakub František rovněž s nechutí a pečlivě sledoval životní osudy obou svých dospělých synů, kterým v dopisech neustále radil a nařizoval jim, co mají dělat a jak se mají v které situaci chovat. Velké starosti si dělal o staršího Karla Eduarda, jelikož ten vedl dobrodružný a finančně nákladný způsob života. Příliš spokojen nebyl ani se svým mladším synem Jindřichem Benediktem, introvertním a vzdělaným mužem, který si vybudoval úspěšnou kariéru ve službách katolické církve, když se v dvaadvaceti letech stal kardinálem. Jindřich se rozhodl o stárnoucího otce postarat a usídlil se v Římě, kde v kostele Santa Maria organizoval zpívané mše a ve svém vlastním paláci pak pořádal hudební slavnosti a recepce. 
Jakub František byl společenskou angažovaností svého syna pobouřen. Spory syna s otcem vyvrcholily roku 1749, kdy Jindřich propustil anglického maestra di camera a na jeho místo přijal mladého, hezkého italského kněze Lercariho, což Jakuba Františka rozezlilo, jelikož on dával ve svých službách vždy přednost Angličanům před Italy. Přijetím mladého kněze se navíc znovu spustila vlna pomluv, které Jindřicha Benedikta provázely po celý další život a obviňovaly jej z homosexuality. Jindřich se s otcem pohádal, opustil Řím a vrátil se zpět až poté, co aféra s Lercarim utichla. Spor Jakuba Františka se synem Jindřichem se po celou dobu pokoušel urovnat i sám papež Benedikt XIV., který Jindřichovi nakázal poprosit otce o odpuštění a Jakubovi se zároveň snažil vysvětlit, že jeho syn už není malé dítě a za svá rozhodnutí je plně odpovědný – může si tedy odvolávat a do služeb přijímat koho chce. Koncem padesátých let se začal zdravotní stav Jakuba Františka zhoršovat, se synem se usmířil a Jindřich Benedikt o něj opět pečoval. V roce 1760 se Jakubovo zdraví natolik zhoršilo, že mu jeho přítel, papež Klement XIII. udělil poslední pomazání. Tato situace se v následujících letech ještě několikrát opakovala. Jakub František měl před svou smrtí již jen jediné přání, po letech odloučení znovu spatřit svého staršího syna Karla Eduarda, který se většinu času potuloval po Evropě. Na úpěnlivé dopisy plné proseb odpověděl Karel Eduard v tom smyslu, že se vydá za otcem do Říma jen v případě, že mu papež přizná titul následníka trůnu Anglie, Skotska a Irska. Tento Karlův požadavek byl papežem odmítnut. Karel se i přesto vydal za otcem a bratrem do Říma, ale své rozhodnutí učinil pozdě. Jakub František Stuart 1. ledna roku 1766 zemřel a Karel dorazil až po jeho smrti. 
Jakub František Stuart, král Anglie, Skotska a Irska de iure jako Jakub III. (ve Skotsku jako Jakub VIII.), byl pochován se všemi královskými poctami v bazilice svatého Petra v Římě.

## Jakub František Stuart ve výtvarném umění
Giuseppe Maria Crespi, Uvítání Jakuba Stuarta Donem Albanim na hranicích papežského státu. V současné době ve stálé expozici Národní galerie ve Schwarzenberském paláci v Praze.

## Vývod z předků
|                        |                            |  |                      |                         |  |  |  |  |  |  |  | Jindřich Stuart, lord Darnley |
|                        |                            |  |                      |                         |  |  |  |  |  |  |  |                               |
|                        | Jakub I. Stuart            |  |                      |                         |  |  |  |  |  |  |  |                               |
|                        |                            |  |                      |                         |  |  |  |  |  |  |  |                               |
|                        |                            |  |                      | Marie Stuartovna        |  |  |  |  |  |  |  |                               |
|                        |                            |  |                      |                         |  |  |  |  |  |  |  |                               |
|                        | Karel I. Stuart            |  |                      |                         |  |  |  |  |  |  |  |                               |
|                        |                            |  |                      |                         |  |  |  |  |  |  |  |                               |
|                        |                            |  |                      | Frederik II. Dánský     |  |  |  |  |  |  |  |                               |
|                        |                            |  |                      |                         |  |  |  |  |  |  |  |                               |
|                        | Anna Dánská                |  |                      |                         |  |  |  |  |  |  |  |                               |
|                        |                            |  |                      |                         |  |  |  |  |  |  |  |                               |
|                        |                            |  |                      | Žofie Meklenburská      |  |  |  |  |  |  |  |                               |
|                        |                            |  |                      |                         |  |  |  |  |  |  |  |                               |
|                        | Jakub II. Stuart           |  |                      |                         |  |  |  |  |  |  |  |                               |
|                        |                            |  |                      |                         |  |  |  |  |  |  |  |                               |
|                        |                            |  |                      | Antonín Navarrský       |  |  |  |  |  |  |  |                               |
|                        |                            |  |                      |                         |  |  |  |  |  |  |  |                               |
|                        | Jindřich IV. Francouzský   |  |                      |                         |  |  |  |  |  |  |  |                               |
|                        |                            |  |                      |                         |  |  |  |  |  |  |  |                               |
|                        |                            |  |                      | Jana III. Navarrská     |  |  |  |  |  |  |  |                               |
|                        |                            |  |                      |                         |  |  |  |  |  |  |  |                               |
|                        | Henrietta Marie Bourbonská |  |                      |                         |  |  |  |  |  |  |  |                               |
|                        |                            |  |                      |                         |  |  |  |  |  |  |  |                               |
|                        |                            |  |                      | František I. Medicejský |  |  |  |  |  |  |  |                               |
|                        |                            |  |                      |                         |  |  |  |  |  |  |  |                               |
|                        | Marie Medicejská           |  |                      |                         |  |  |  |  |  |  |  |                               |
|                        |                            |  |                      |                         |  |  |  |  |  |  |  |                               |
|                        |                            |  |                      | Johana Habsburská       |  |  |  |  |  |  |  |                               |
|                        |                            |  |                      |                         |  |  |  |  |  |  |  |                               |
| Jakub František Stuart |                            |  |                      |                         |  |  |  |  |  |  |  |                               |
|                        |                            |  |                      |                         |  |  |  |  |  |  |  |                               |
|                        |                            |  | Alfons III. Estenský |                         |  |  |  |  |  |  |  |                               |
|                        |                            |  |                      |                         |  |  |  |  |  |  |  |                               |
|                        | František I. d'Este        |  |                      |                         |  |  |  |  |  |  |  |                               |
|                        |                            |  |                      |                         |  |  |  |  |  |  |  |                               |
|                        |                            |  |                      | Izabela Savojská        |  |  |  |  |  |  |  |                               |
|                        |                            |  |                      |                         |  |  |  |  |  |  |  |                               |
|                        | Alfons IV. d'Este          |  |                      |                         |  |  |  |  |  |  |  |                               |
|                        |                            |  |                      |                         |  |  |  |  |  |  |  |                               |
|                        |                            |  |                      | Ranuccio I. Farnese     |  |  |  |  |  |  |  |                               |
|                        |                            |  |                      |                         |  |  |  |  |  |  |  |                               |
|                        | Marie Kateřina Farnese     |  |                      |                         |  |  |  |  |  |  |  |                               |
|                        |                            |  |                      |                         |  |  |  |  |  |  |  |                               |
|                        |                            |  |                      | Markéta Aldobrandini    |  |  |  |  |  |  |  |                               |
|                        |                            |  |                      |                         |  |  |  |  |  |  |  |                               |
|                        | Marie Beatrice d'Este      |  |                      |                         |  |  |  |  |  |  |  |                               |
|                        |                            |  |                      |                         |  |  |  |  |  |  |  |                               |
|                        |                            |  |                      | Vincenzo Martinozzi     |  |  |  |  |  |  |  |                               |
|                        |                            |  |                      |                         |  |  |  |  |  |  |  |                               |
|                        | Hieronymus Martinozzi      |  |                      |                         |  |  |  |  |  |  |  |                               |
|                        |                            |  |                      |                         |  |  |  |  |  |  |  |                               |
|                        |                            |  |                      | Margherita Marcolini    |  |  |  |  |  |  |  |                               |
|                        |                            |  |                      |                         |  |  |  |  |  |  |  |                               |
|                        | Laura Martinozzi           |  |                      |                         |  |  |  |  |  |  |  |                               |
|                        |                            |  |                      |                         |  |  |  |  |  |  |  |                               |
|                        |                            |  |                      | Pietro Mazzarini        |  |  |  |  |  |  |  |                               |
|                        |                            |  |                      |                         |  |  |  |  |  |  |  |                               |
|                        | Laura Markéta Mazzarini    |  |                      |                         |  |  |  |  |  |  |  |                               |
|                        |                            |  |                      |                         |  |  |  |  |  |  |  |                               |
|                        |                            |  |                      | Ortensia Buffalini      |  |  |  |  |  |  |  |                               |
|                        |                            |  |                      |                         |  |  |  |  |  |  |  |                               |